# Martianus Capella
Martianus Minneus Felix Capella byl římský básník, právník a filosof žijící v 5. století. Je autorem významného díla De nuptiis Philologiae et Mercurii.

## Život a dílo
O jeho životě není známo téměř nic kromě toho, že se narodil v Madauře v severní Africe a později působil jako obhájce v Kartágu.
Je autorem De nuptiis Philologiae et Mercurii (Svatba Filologie a Merkura), devíti knih sepsaných po vzoru Varronových satir Menippských. Toto dílo je psáno částečně prózou a částečně veršem. Hojně využívá také alegorie. V první knize hledá posel bohů Merkur nevěstu. Apollón mu za manželku doporučí nejvzdělanější pozemskou dívku Filologii, která ve druhé knize odhodí vše lidské a po svolení bohů vystoupá na Olymp, kde se s ní Merkur ožení.
Tyto dvě knihy slouží jako úvod k encyklopediím sedmi svobodných věd, které v příběhu personifikuje sedm dívek, jež k novomanželům na Olympu postupně promlouvají. Každé z nich je věnována jedna kniha v tomto pořadí: gramatika, dialektika, rétorika, geometrie, aritmetika, astronomie a harmonie (hudba). Tyto knihy jsou shrnutím dosavadního poznání v dané disciplíně. Veršované části jsou stylisticky povedenější než pasáže psané prózou.
Celý příběh vyjadřuje novoplatónskou představu o vzestupu duše, jíž ukončuje spojení (svatba na Olympu) pozemského člověka (Filologie) s božským principem (Merkur). Capella se v tomto procesu snažil zdůraznit úlohu právě sedmi svobodných umění, jejichž koncept poté přejali středověcí učenci. Celé dílo je určeno spíše pro méně vzdělané čtenáře.
Capella čerpal z antických autorů jako byl Varro, Lucius Apuleius, Plinius, Solinus, Aquila Romanus a Aristides Quintilianus. Spis vznikl zřejmě mezi lety 410 a 429. Co se týče astronomie, Capella v něm představuje geo-heliocentrický model vesmíru.
Capellovo dílo zásadně ovlivnilo středověkou kulturu. Podle Řehoře z Tours sloužilo dokonce jako školní učebnice. Komentovali ho středověcí autoři Jan Scotus Eriugena, Hadoard, Alexander Neckam a Remigius z Auxerre.
Po Capellovi je rovněž pojmenován měsíční kráter Capella.